# Forstwald
Forstwald är ett kommunfritt område i Landkreis Miltenberg i Regierungsbezirk Unterfranken i förbundslandet Bayern i Tyskland.